# Коровин, Сергей Дмитриевич
Серге́й Дми́триевич Коро́вин (6 октября 1953 — 7 января 2006) — российский физик, специалист в области релятивистской СВЧ-электроники, физики и техники сильноточных ускорителей электронов.
Всё лучшее, что было создано в мире в области СВЧ-электроники, создано группой С. Д. Коровина.Г. А. Месяц, первый вице-президент РАН

## Биография
- 1953, 6 октября — родился в семье связистов.
- 1975 — окончил физический факультет Новосибирского университета по специальности «физика плазмы». Стажёр-исследователь.
- 1977, март — младший научный сотрудник отдела сильноточной электроники Института оптики атмосферы Сибирского отделения Академии наук СССР, Томск.
- 1977, 1 октября — младший, с 1982 — старший научный сотрудник, с 1983 — заведующий лабораторией физической электроники Института сильноточной электроники СО АН СССР, Томск.
- 1980 — кандидат физико-математических наук.
- 1980 — лауреат премии им. Ленинского комсомола.
- 1990 — заместитель директора по научной работе.
- 1991 — доктор физико-математических наук.
- 1998, 1 сентября — профессор кафедры физики плазмы физического факультета ТГУ.
- 1998 — лауреат Государственной премии РФ в области науки и техники в составе авторского коллектива за цикл фундаментальных исследований быстропротекающих электроразрядных процессов и создание на их основе нового класса мощных и сверхмощных нано- и пикосекундных электрофизических устройств.
- 2000 — член-корреспондент РАН.
- 2002, 3 апреля — директор Института сильноточной электроники РАН.
- 2002 — председатель президиума Томского научного центра СО РАН (в том числе руководитель Томского академгородка).
- 2003 — академик РАН.
- 2004 — активный член Совета Российского фонда фундаментальных исследований.
- 2006, 7 января — внезапная смерть от остановки сердца.

## Научные интересы
Область научных интересов — импульсная энергетика и мощная СВЧ-электроника. Занимался исследованием эффективных методов компрессии электрической энергии, формирования и транспортировки мощных потоков заряженных частиц, а также изучением взаимодействия электронных пучков с микроволновым излучением.
Под его руководством разработан ряд импульсно-периодических сильноточных электронных ускорителей со средней мощностью вплоть до 100 кВт. В их числе — ускоритель СИНУС-7, внесенный в список уникальных исследовательских установок России. На их базе Коровин совместно с сотрудниками Института сильноточной электроники выполнил ряд пионерных исследований в области релятивистской высокочастотной электроники. Им впервые были решены многие физические и технические проблемы генерации наносекундных импульсов СВЧ-излучения гигаваттной мощности и заложены основы их практического применения. Эти исследования обеспечили перспективу создания мощных источников когерентного СВЧ-излучения.
Автор более 120 работ. Имеет 9 авторских свидетельств. Подготовил 5 кандидатов наук, двое из них защитили докторские диссертации. Был членом научного совета РАН по проблеме «Релятивистская сильноточная электроника и пучки заряженных частиц».

## Избранные работы
- Эффект экранировки в сильноточных диодах // Письма в журнал технической физики. 1980. Т.6. Вып.7 (в соавт. с С. Я. Беломытцевым, Г. А. Месяцем);
- Генерация мощного СВЧ-излучения с использованием сильноточных электронных мини-ускорителей // Доклады Академии наук / Академия наук СССР. 1984. Т.279. № 3 (в соавт. с А. С. Ельчаниновым, Г. А. Месяцем, В. Г. Шпаком, М. И. Яландиным);
- Powerful electromagnetic millimeter-wave oscillations produced by stimulated scattering of microwave radiation by relativistic electron beam // International journal of infrared and millimeter waves. 1984. Vol. 5. № 10 (jointly with V.P. Gubavon, G.G. Denisov, V. V. Rostov, A.V. Smorgonsky, M.I. Yalandin.).